# Paranisentomon tuxeni
Paranisentomon tuxeni är en urinsektsart som först beskrevs av Imadaté och Riozo Yosii 1959.  Paranisentomon tuxeni ingår i släktet Paranisentomon och familjen trakétrevfotingar. Inga underarter finns listade i Catalogue of Life.